# Вікові дуби (Бучацьке лісництво)
Вікові дуби — ботанічна пам'ятка природи місцевого значення. Об'єкт розташований на території Черкаського району Черкаської області, квартал 36 виділ 8 Бучацького лісництва.
Площа — 0,25 га, статус отриманий у 2002 році.